# Escandinavia (Alicante)
Escandinavia es una pedanía del municipio de Alfaz del Pi, en la Provincia de Alicante, Comunidad Valenciana, España. Con más de 2.250 habitantes, es la 3ª pedanía más poblada del municipio. En el INE 2012 tenía una población de 2 293 habitantes. Está a 2 km del casco urbano de Alfaz y está situado a 140 m de altitud. 
| Gráfica de evolución demográfica de Escandinavia entre 1900 y 2023                       |
|                                                                                          |
| Fuente: Instituto Nacional de Estadística de España - Elaboración gráfica por Wikipedia. |

- Datos: Q16303188